# Rychta v Dlouhomilově
Rychta stojí v obci Dlouhomilov v okrese Šumperk. V roce 2002 byla Ministerstvem kultury České republiky prohlášena za kulturní památku ČR a nachází se ve vesnické památkové zóně Dlouhomilov.

## Historie
První písemná zmínka o obci je z roku 1356, kdy vesnici vlastnilo více drobných zemanů, kteří se psali: z Dlouhomilova. V roce 1437 byla vlastněna rodem Tunklů, později náležela pod hrad Brníčko a v roce 1447 byla Tunkly připojena k zábřežskému panství. V Dlouhomilově byla dědičná rychta, která je připomínaná v roce 1602.
V roce 1995 byla Ministerstvem kultury České republiky v Dlouhomilově část jeho území prohlášena za vesnickou památkovou zónu. Součástí památkové zóny jsou především empírové statky z první poloviny 19. století, které byly zapsány do státního seznamu kulturních památek České republiky. Mezi ně byla zařazena v roce 2002 kulturní památka zemědělská usedlost původní barokní rychta čp. 7. Rychta byla rekonstruována v období 2005–2016. Byla opravena střecha, obnovena dřevěná okna.

## Popis

### Exteriér
Rychta stojí nad obcí v blízkosti kostela dalších usedlostí. Byla zemědělskou usedlostí postavenou v barokním stylu a v 19. století přestavěna pod vlivem novorenesance. Rychta je zděná cihlová podsklepená patrová stavba s arkádovým náspím postavena na půdorysu písmene U. Je tvořena patrovou obytnou budovou se zastavěnou plochou o výměře 461 m² (užitná plocha je 180 m². Na obytnou část příčně navazuje chlév o výměře 273 m² a stodola o výměře 296 m². Západní  fasáda má dvanáct okenních os, z toho sedmé a osmé okno je zazděné a v přízemí je hlavní vchod. Okna fasády jsou umístěna v mělkých výklencích, v přízemí jsou ukončena půl elipsovým záklenkem, v patře mají okna návojovou profilovanou římsu. Okna jsou dělena šesti tabulkami. Vodorovné člení fasádu průběžná nadokenní římsa přerušovaná okenními záklenky a profilovaná korunní římsa. Jižní fasáda je členěna čtyřmi okenními osami, severní fasáda má dvě okenní osy a východní dvorní fasáda je členěna pěti osami nepravidelně umístěnými.
Ve dvoře zápraží podél chléva od obytné budovy k stodole je chráněno arkádou o sedmi polích.

### Interiér
Dvoutraktovou dispozici v přízemí protíná síň zaklenutá třemi poli české placky. Jižně od síně jsou tři pokoje, kuchyně, koupelna, WC a kotelna s kotlem na tuhá paliva. Severně od síně byl byt výměnkáře se dvěma průchozími pokoji kuchyní s původními kachlovými kamny a komora.V patře, které je přístupné dvěma schodišti, je velký sál, předsálí, chodba a tři pokoje. Sklepní prostory mají klenby. V obytné části jsou zachovány původní architektonické prvky jako klenby, kamenné schodiště, pískovcové vstupní portály či funkční kachlová kamna.